# Celebrate (Whitney Houston e Jordin Sparks)
Celebrate è un singolo della cantante statunitense Whitney Houston eseguito in duetto con Jordin Sparks, estratto dall'album Sparkle: Original Motion Picture Soundtrack, colonna sonora del film Sparkle - La luce del successo del 2012.

## Video
Il video si apre con Jordin Sparks che prepara la propria casa per una festa; al ritornello entrano gli invitati che iniziano a cantare la canzone che canta la Houston. Più tardi la festa si sposta nel giardino, dove la Sparks indossa una maglietta di tributo a Whitney Houston. Il video si conclude con una scritta in memoria di Whitney.

## Classifica
| Classifica (2012)                    | Massima posizione |
| ------------------------------------ | ----------------- |
| US Hot R&B/Hip-Hop Songs (Billboard) | 39                |
| US Adult Contemporary (Billboard)    | 26                |
| Giappone Hot 100                     | 72                |